# Malwelwe
Malwelwe est une ville du Botswana.